# Virgin Records
Virgin Records is een Brits platenlabel. De geschiedenis ervan begon in 1970, toen Richard Branson en Nik Powell een postorderbedrijfje oprichtten en daarmee tegen lage prijzen elpees doorverkochten. In 1972 werd in Londen een platenzaak geopend en nabij Oxford de eerste studio van Virgin Records opgericht.
De eerste uitgave door Virgin Records was het Mike Oldfield-album Tubular Bells (deel 1) uit 1973. Deze plaat was door de grotere platenmaatschappijen afgewezen, maar werd tegen de verwachtingen in een groot succes. Er werden meer dan vijftien miljoen exemplaren van verkocht. In 1977 sloot Branson een platenovereenkomst met de controversiële punkgroep Sex Pistols, die met de single God Save the Queen de tweede plaats in de Britse hitlijsten bereikte. Virgin Records gaf verder muziek uit van onder meer Paula Abdul, The Rolling Stones, Boy George, Janet Jackson, Simple Minds, Kevin Coyne, Peter Gabriel en Phil Collins.
Om zijn noodlijdende luchtvaartmaatschappij Virgin Atlantic van de ondergang te redden, besloot Branson in 1992 Virgin Music te verkopen. Uiteindelijk was het Thorn-EMI dat Virgin Music voor £ 560 miljoen overnam.
Rond de overname van EMI door Universal Music Group in 2012 kondigde Branson aan Virgin weer terug te willen kopen. Uiteindelijk kwam het daar echter niet van, waardoor Virgin tegenwoordig eigendom is van de Universal Music Group.

## Nederland
Aanvankelijk werd Virgin in Nederland vertegenwoordigd door Ariola Benelux, maar in 1983 kwam het label op eigen benen te staan (hoewel de distributie en de marketing van de platen nog altijd onder de vlag van Ariola werden gedaan). Ook na de overname door EMI in 1992 bleef Virgin in Nederland een aparte status behouden. Aanvankelijk werden er nauwelijks Nederlandse artiesten op het label uitgebracht, maar dit veranderde in de jaren '90 toen onder meer Urban Dance Squad op Virgin terecht kwam. In 1997 werd het hiphoplabel Top Notch van Kees de Koning aangetrokken, dat als eerste grote hit Spraakwater van Extince opleverde. Twintig jaar later is Top Notch het belangrijkste rap/hiphop-label in Nederland.
Sinds 2012, toen Virgin's moederbedrijf EMI werd overgenomen door Universal Music, valt Virgin in Nederland onder Universal. De eerste Top 40-hit voor Virgin onder Universal was La La La van Naughty Boy met Sam Smith in juni 2013, twee weken na de formele overgang van EMI naar Universal.